# Disphragis discata
Disphragis discata is een vlinder uit de familie van de tandvlinders (Notodontidae). De wetenschappelijke naam van de soort is, als Heterocampa discata, voor het eerst geldig gepubliceerd in 1901 door William Schaus.

## Type
- syntypes: "males"
- instituut: USNM Smithsonian Institution, Washington, U.S.A.
- typelocatie: "Brazil, Parana, Castro"